# Commissario per le persone anziane per l'Irlanda del Nord
Il Commissario per le persone anziane per l'Irlanda del Nord è istituito come ente pubblico non dipartimentale, istituito dal Commissioner for Older People Act (Northern Ireland) 2011. Il Commissario ha una serie di funzioni e poteri legali direttamente collegati alla legislazione. L'ufficio del Commissario è sponsorizzato dall'Ufficio esecutivo dell'Irlanda del Nord. Il Commissario è indipendente e lo scopo principale del suo ufficio è salvaguardare e promuovere gli interessi delle persone anziane. L'attuale Commissario per gli anziani dell'Irlanda del Nord è Eddie Lynch.

## Doveri chiave
I compiti principali del Commissario sono:
- Promuovere la consapevolezza degli interessi delle persone anziane in Irlanda del Nord.
- Monitorare l'adeguatezza e l'efficacia delle leggi che hanno ripercussioni sulle persone anziane.
- Monitorare l'adeguatezza e l'efficacia dei servizi forniti alle persone anziane dalle "autorità competenti" che includono fornitori di assistenza sanitaria e sociale.
- Promuovere l'offerta di opportunità e l'eliminazione della discriminazione nei confronti delle persone anziane.
- Incoraggiare le migliori pratiche nel trattamento delle persone anziane.
- Promuovere atteggiamenti positivi nei confronti degli anziani e incoraggiare la partecipazione degli anziani alla vita pubblica.
- Consigliare l'Assemblea, il Segretario di Stato e ogni autorità competente su questioni riguardanti gli interessi delle persone anziane.
- Adottare misure ragionevoli per comunicare con le persone anziane.

## Poteri generali del Commissario
La legge prevede che il Commissario possa:
- Predisporre attività di ricerca o istruzione riguardanti gli interessi delle persone anziane.
- Fornire orientamenti sulle migliori pratiche in relazione a qualsiasi questione riguardante gli interessi delle persone anziane.
- Condurre indagini ai fini di una qualsiasi delle loro funzioni.
- Compilare e pubblicare informazioni sugli interessi delle persone anziane.
- Fornire consigli o informazioni su qualsiasi questione riguardante gli interessi delle persone anziane.